# 보비 언저
보비 언저(Bobby Unser, 1934년 2월 20일 ~ 2021년 5월 2일)는 미국의 영화 배우, 자동차 경주 선수이다. 인디애나폴리스 500에서 세 차례 우승하였다.

## 출연 작품

### 영화
- 1969년 《영광이여 영원히》